# 1881 год в науке
В 1881 году произошли различные научные и технологические события, некоторые из которых представлены ниже.

## События
- Октябрь — Чарлз Дарвин опубликовал последнюю научную книгу Формирование растительной плесени под действием червей[англ.].
- Фёдор Фёдорович Бейльштейн опубликовал первое издание своего справочника.

## Достижения человечества

### Изобретения
- Металлоискатель: Александер Белл.
- Электрический трамвай: Вернер фон Сименс.
- Паяльная лампа: Карл Ниберг.

## Награды
- Ломоносовская премия — А. И. Подвысоцкий за рукопись «Словаря областного Архангельского наречия в его бытовом и этнографическом применении»[1][2]:53—108.

## Родились
- 31 января — Ирвинг Ленгмюр (ум. 1957), американский химик;
- 23 февраля — Пьер Руссель (ум. 1945), французский учёный-эпиграфист, антиковед;
- 1 мая — Пьер Тейяр де Шарден (ум. 1955), французский католический философ и теолог, биолог, геолог, палеонтолог, археолог и антрополог;
- 6 августа — Александр Флеминг (ум. 1955), британский бактериолог;
- 13 ноября — Л. Кох[англ.] (ум. 1974), немецкий еврей, звукооператор звука животных.

## Скончались
- 3 февраля — Джон Гульд, британский орнитолог и анималист (род. 1804).
- 14 мая — Мэри Сикол, ямайская медсестра (род. 1805).
- 24 мая — Ойген (Евгений) фон Шлехтендаль, немецкий орнитолог и юрист (род. 1830)[3].
- 26 мая — Яков Бернайс, германский филолог-классик, философ и переводчик (род. 1824).
- 23 июня — Маттиас Шлейден, немецкий биолог (ботаник) и общественный деятель (род. 1804).
- 27 июля — Хьюитт Коттрелл Уотсон, английский ботаник (род. 1804).
- 31 октября — Джордж Вашингтон Делонг, американский мореплаватель и полярный исследователь (род. 1844).
- 19 сентября — Джеймс Абрам Гарфилд 20-й президент США (род.1831)